# Hinterzarten
Hinterzarten este o localitate în districtul Breisgau-Hochschwarzwald, landul Baden-Württemberg, Germania.